# Ману панамський
Ману́ панамський (Cercomacra nigricans) — вид горобцеподібних птахів родини сорокушових (Thamnophilidae). Мешкає в Панамі, Колумбії, Венесуелі та Еквадорі.

## Поширення й екологія
Панамські ману мешкають в центральній і східній Панамі, на заході і півночі Колумбії, на заході, півночі і сході Венесуели і на заході Еквадору. Вони живуть в підліску і на узліссях вологих тропічних рівнинних і гірських лісів на висоті до 1500 м над рівнем моря.